# 嘉乐顿珠

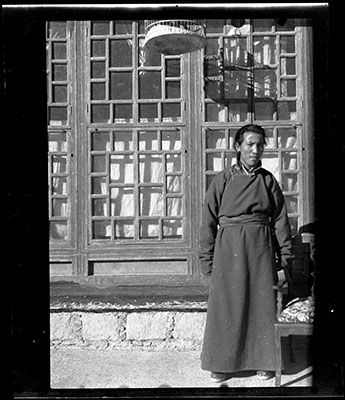
嘉乐顿珠于1948年或1949年

嘉乐顿珠（藏語：རྒྱལ་ལོ་དོན་འགྲུབ，威利转写：rgyal lo don 'grub，1928年11月5日—2025年2月8日），西藏流亡政治人物，第十四世达赖喇嘛丹增嘉措的二哥。

## 生平

### 早年生涯
1928年11月5日，嘉乐顿珠生于中华民国青海省平安县寺台乡红崖庄，父亲名祁却才仁，母亲名德吉才仁。11歲（1939年）時随家人移居拉萨，16歲被父親送到中华民国首都南京入讀南京政工幹校（國立政治大學前身），但嘉乐顿珠家人并不愿意让他赴南京学习。1947年4月至1949年夏，他住在蔣中正家。在此，他接受了以中国观点教授的历史学及政治学教育。他熟练掌握了藏语、汉语及英语。

### 武力斗争
1950年，中国人民解放军进军西藏时，嘉乐顿珠逃往印度。后来，他回忆自己逃往印度的经历时说，“我不能充当合作者而背叛我的人民、背叛我的良心。”
當時他和胞兄土登晋美诺布参加了美国中央情报局组织的行动中。这些行动主要是将西藏自由战士送到美国进行训练，然后让他们携带着无线电、钱以及一些武器，将他们空投到西藏進行抗變等軍事活動。嘉乐顿珠联系了中情局以及四水六岗，确保了达赖喇嘛在1959年藏区骚乱中逃离西藏，当时达赖喇嘛事先同印度政府没有联系。
嘉乐顿珠自称从未要求中情局提供帮助，除了政治帮助以外。他希望美国政府公开保证支持藏独。可是，美國在1960年末中蘇交惡後，轉變了態度，改為反對西藏人獨立，从他的角度看，美国已经破坏了这些保证，美国人只能给中国找点麻烦而已。美国并没有对西藏的长久政策。在傳媒中，达赖喇嘛从未被视为什么文化角色，直到其1959年逃到印度，才開始了政治利用管為宣傳。西藏流亡人士起初主張的和平、非暴力對話被帶離了路徑，中情局提供的支持事与愿违地招致了中国的报复。
1950年代末，谭冠三将军平定了西藏境內恩珠仓·贡布扎西领导的四水六崗游擊隊。达赖喇嘛实际上不希望进行武装抵抗，但又不愿意將藏军交给四水六崗的贡布扎西领导。由于长期参加对西藏的武装袭扰，达赖喇嘛的两个哥哥嘉乐顿珠、土登晋美诺布無法再安全返鄉。

### 政治活动
嘉乐顿珠和夏格巴·旺秋德丹、堪穷洛桑坚赞都是西藏幸福事业会（藏語：{{{1}}}，威利转写：Bod kyi-Be-don-tshogs dad）的成员。1954年至1955年，达赖喇嘛赴北京及中国内地访问，受到毛泽东等中央领导人接见。1956年达赖喇嘛访问印度时，西藏幸福事业会也经常同印度政府官员会晤，并告之对《十七条协议》导致的康区（指当时的四川省西部等藏区）及安多（指青海省的藏区）因民主改革等引发的暴力冲突，以及对这类冲突可能蔓延到卫藏（指当时西藏噶厦管辖下的西藏）的忧虑。
爱尔兰和马来亚在1959年再次向联合国大会提出有关西藏的议案。嘉乐顿珠和夏格巴·旺秋德丹、堪穷洛桑坚赞乃寻求各国支持有关西藏地位的讨论。在10月20日和10月21日举行的联合国大会上，通过了联合国大会第1353号决议，其中提及尊重西藏人权、文化和宗教。但是，决议没有提及中华人民共和国的名字。

### 恢复同中国的交往
毛泽东逝世、文化大革命结束后，西藏也迎来了宽松时期。第十世班禅额尔德尼在经受了14年牢狱之苦后获得释放，并呼吁提高西藏人民的生活水平，让达赖喇嘛派代表同邓小平等中央领导人接触，使流亡藏人有机会再度回到西藏访问。嘉乐顿珠当时已同一位汉族女子结婚，并住在香港。他的朋友们安排他前往北京同邓小平会面。嘉乐顿珠征求弟弟达赖喇嘛的意见，达赖喇嘛鼓励他前往。1979年8月2日，嘉乐顿珠率领包括弟弟洛桑三旦在内的五人代表团赴北京访问，这是1959年以来流亡藏人首次派出正式代表团访问北京。
鄧小平在會見嘉樂頓珠之時，曾经對他說：“過去的事就過去了……除了獨立，甚麼都可以談。”胡耀邦則交給他《關於達賴喇嘛回國的五條方針》。這也是此後14年雙方就西藏展開對話的開始。1993年，他不再進行對話，並且稱“一隻巴掌拍不響”。
访问北京之后，他报告了文革之後恢復中的西藏情况，包括许多藏传佛教寺庙被毁或被当作仓库、工厂、马厩等等。他还报告了西藏人权受到侵害，食物不足，饥荒，大规模伐木，动物减少，植被遭到破坏等開發跡象。此行他未能访问西藏拉萨。直到2002年，他才获准访问拉萨，这离他1952年最后一次离开拉萨已经有50年了。

### 晚年
嘉樂頓珠晚年定居印度西孟加拉邦、位於喜马拉雅東麓的山城噶倫堡，經營妻子創辦的製麵廠為生，亦以此為其自傳起名。
嘉乐顿珠对胞弟第十四世达赖喇嘛从小随僧人接受的教育表示异议。他认为，达赖喇嘛实际上并没有接受过担任西藏国家领袖的良好训练。
2008年北京奥运会举办之前，嘉乐顿珠于2007年8月看望了参加西藏青年大会在新德里举行的绝食活动的藏人，呼吁他们停止绝食，并答应向中方传达绝食藏人的五项要求，寻求对话解决西藏问题。他表示这也是达赖喇嘛和西藏流亡政府的路线。
嘉乐顿珠相信藏族人、汉族人和印度人会生活在一起，所以汉人最终会明白藏人要求自治是合法并且最为合理的。中国当局则称，嘉乐顿珠实际上在耍花招。
2025年2月8日傍晚，嘉乐顿珠于家中病逝，享嵩壽97岁。其胞弟达赖喇嘛翌日主持其法会，祈求胞兄「迅速转世」，稱其「为西藏斗争作出了巨大的努力，我们感谢他的贡献」。

## 著作
2015年4月，嘉樂頓珠與石文安（Anne F. Thurston）合著自傳《噶倫堡的製麵人：我不為人知的西藏奮鬥故事》（英語：The Noodle Maker of Kalimpong: The Untold Story of My Struggle for Tibet），由美國PublicAffairs出版。其於書中稱一生最大的悔恨就是跟中情局合作，接受來自中情局的各種援助及代為訓練四水六崗游擊隊：「最初，我真的相信，美國人想要幫助我們為西藏獨立而戰；最後，我意識到，事情並非如此單純，這只是我的一廂情願。中情局的目標從來都不是西藏獨立——事實上，我不認為美國真的想施以援手——他們只是想引起衝突，用西藏人來製造中國和印度之間的誤解與不和；最終他們成功了，1962年的中印邊境戰爭就是一場悲劇。」「我們與中情局的合作惹惱了中國人，給了他們（中國）大規模鎮壓的藉口。結果數萬西藏人因此而死......如果我們不與中情局合作，如果我們不貪圖中情局所給予的那些極為有限的好處，中共就沒有藉口殺掉那麽多西藏人。」該書的共同作者石文安在後記質疑書中部分內容的準確性，著名藏人史家茨仁夏加亦批評書中的陰謀論。
2017年，台灣圖博之友會出版中譯本，由會長周美里親寫推薦序、謝惟敏翻譯。